# Gaspar Galceran de Pinós

Escut oficial de Guimerà

Gaspar Galceran de Pinós i Castro, I comte de Guimerà, (n. Barcelona, 15 de novembre de 1584 - † Saragossa, 15 de juliol de 1638), historiador i antiquari.

## Biografia
Fill de Felipe Galcerán de Castro, Vescomte d'Evol, Illa i Canet, i de Ana d'Aragó i de Borja, filla dels Ducs de Villahermosa Martin i Luisa de Borja. Gaspar ostentà els títols i de Comte de Guimerà, Vescomte d'Evol, de Alquel, de Foradat, d'Illa, Canet i Ausbell, i les baronies de la Roca, Fréscano, Fraella, Vicien, Albero entre d'altres. Pretendent en els ducats de Villahermosa i de Luna, Baronies de Areños, Pedrola, Torrellas i altres, així com ser cap de l'antiga i noble casa de Pinós.
Fou un erudit i col·leccionista aficionat a les monedes i les antiguitats. Reuní una important biblioteca i una gran col·lecció de manuscrits, medalles i inscripcions. Després de la seva mort, heretaren les seves col·leccions el Convent Major de San Agustin de Zaragoza, i la Casa del Duc d'Híxar que heretà a la de Guimerà, malgrat el Comte va estar casat amb Isabel Inés de Eril, filla de Felipe, primer Comte d'Eril, i de Cecilia Semanat, no deixà fills; llegant en el seu testament el 10 de juny de 1638, les seves possessions a Francisca de Pinós i Fenollet, viuda de don Juan Francisco Cristóval Fernandez d'Híxar, Duc d'Híxar i Comte de Belchite. Fou enterrat en el Real Convent de Predicadors de Saragossa.